# Ophioglossum felixii
Ophioglossum felixii là một loài dương xỉ trong họ Ophioglossaceae. Loài này được Tardieu. mô tả khoa học đầu tiên năm 1948.
Danh pháp khoa học của loài này chưa được làm sáng tỏ. 